# April Ross
April Ross (Costa Mesa, 20 juni 1982) is een Amerikaans beachvolleyballer. Ze nam deel aan drie opeenvolgende Olympische Spelen en won daarbij een gouden (2020), een zilveren (2012) en een bronzen medaille (2016). Daarnaast werd ze eenmaal wereldkampioen (2009) en tweemaal vice-wereldkampioen (2017 en 2019).

## Carrière

### Tot en met 2006
Ross speelde volleybal in de zaal op haar high school in Newport Beach. Ze kwam van 2000 tot en met 2002 voor verschillende nationale jeugdteams uit en in 2003 zat ze bij de selectie van de nationale volleybalploeg. Tijdens haar studie aan de University of Southern California was ze daarnaast speler van het universiteitsteam, waarmee ze in 2002 en 2003 twee opeenvolgende NCAA-titels won. In 2006 begon Ross met professioneel beachvolleybal; ze nam met Keao Burdine, haar vroegere ploeggenoot bij USC, in de binnenlandse AVP Tour aan dertien toernooien deel en speelde in de FIVB World Tour twee wedstrijden met Barbra Fontana en Nancy Reynolds.

### 2007 tot en met 2012
Vervolgens vormde Ross van 2007 tot en met 2013 zowel in de AVP Tour als in de World Tour een duo met Jennifer Kessy. Het eerste seizoen in de nationale competitie deed het duo aan zestien wedstrijden mee met twee tweede plaatsen als beste resultaat. Internationaal speelden ze acht toernooien; ze boekten bij hun tweede toernooi in Stavanger de overwinning en werden tweede in Sint-Petersburg. Bij de WK in Gstaad kwam het tweetal niet verder dan de groepsfase. Het jaar daarop speelden Ross en Kessy twaalf wedstrijden in de World Tour. Ze sloten het seizoen af met twee eerste plaatsen (Phuket en Sanya), nadat ze in Stavanger en Dubai respectievelijk al als derde en tweede waren geëindigd. In de AVP Tour nam het duo deel aan twaalf toernooien en eindigde het vijfmaal op de tweede plaats, onder meer bij het prestigieuze toernooi van Manhattan Beach. In 2009 speelde het tweetal in de aanloop naar de WK twee FIVB-toernooien in Brasilia en Seoel, waarbij tweemaal de tweede plaats werd behaald. In Stavanger wonnen Ross en Kessy vervolgens de wereldtitel door in de finale het Braziliaanse duo Larissa França en Juliana Felisberta da Silva in twee sets te verslaan. Het duo nam dat seizoen verder aan negen wedstrijden in de World Tour deel met onder meer twee overwinningen (Marseille en Phuket), twee tweede plaatsen (Åland en Sanya) en twee derde plaatsen (Klagenfurt en Barcelona) als resultaat. In de binnenlandse competitie wonnen ze vier van de twaalf toernooien en eindigden ze bij zeven andere op het podium.

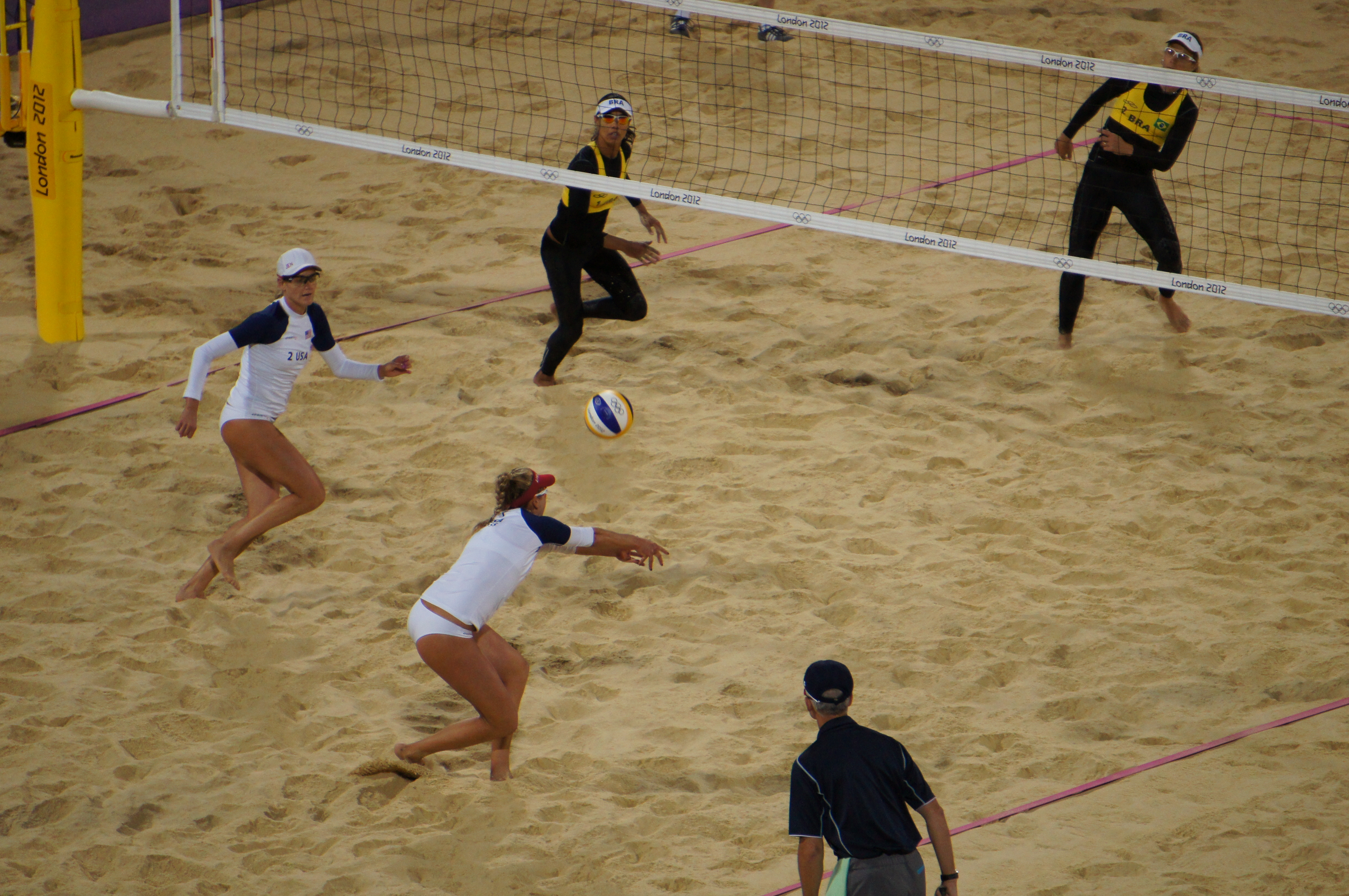
Ross (met rode klep) en Kessy in actie tegen Larissa en Juliana in de halve finale van de OS in Londen (2012)

Ross en Kessy speelden in 2010 zes toernooien in de AVP Tour waarvan ze er vier wonnen. In de World Tour boekten ze in vijftien wedstrijden twee overwinningen (Shanghai en Rome) en behaalden ze acht toptienplaatsen – waarvan drie podiumplaatsen. Het daaropvolgende jaar nam het duo aan dertien reguliere FIVB-toernooien deel met een overwinning in Stavanger als beste resultaat Ze eindigden verder zesmaal op het podium (Brasilia, Shanghai, Mysłowice, Peking, Stare Jabłonki en Phuket). Bij de WK in Rome werd het tweetal in de kwartfinale uitgeschakeld door hun landgenoten Kerri Walsh en Misty May-Treanor. In 2012 won het duo in de binnenlandse competitie de twee toernooien waar het aan meedeed. Internationaal speelden ze in aanloop naar de Olympische Spelen zeven wedstrijden waarbij ze niet verder kwamen een derde plaats in Moskou. In Londen bereikten Ross en Kessy de eindstrijd na in de halve finale het als eerste geplaatste Braziliaanse duo Larissa en Juliana verslagen te hebben. De finale werd vervolgens verloren van Walsh en May-Treanor, waardoor het duo genoegen moest nemen met zilver. Na afloop van de Spelen speelde het tweetal nog twee FIVB-toernooien met een overwinning in Bangsaen.

### 2013 tot en met 2021
Ross speelde in 2013 vijf wedstrijden in de World Tour met Kessy met een tweede plaats in Rome als beste resultaat, voordat ze vanwege een blessure bij Kessy met Whitney Pavlik meedeed aan de WK in Stare Jabłonki. Het duo verloor in de halve finale van het Duitse tweetal Karla Borger en Britta Büthe en in de wedstrijd om het brons was het Braziliaanse duo Liliane Maestrini en Bárbara Seixas te sterk, waardoor Ross en Pavlik als vierde eindigden. Na afloop van de WK werd Ross zowel in Gstaad met Walsh als in Long Beach en Berlijn met Kessy negende. Vervolgens boekte ze twee overwinningen met Walsh (São Paulo en Xiamen) en sloot ze in Phuket het World Tour-seizoen af met Jennifer Fopma. In de AVP Tour speelde Ross in totaal zeven wedstrijden, waarvan vijf met Kessy en twee met Walsh, en behaalde daarbij drie overwinningen en vijf podiumplaatsen. Van 2014 tot en met begin 2017 vormde Ross vervolgens een duo met Walsh. Het eerste jaar wonnen ze in de binnenlandse competitie alle zeven toernooien waar ze aan deelnemen. Het duo boekte in de World Tour vier overwinningen in tien wedstrijden (Fuzhou, Moskou, Stavanger en Long Beach).

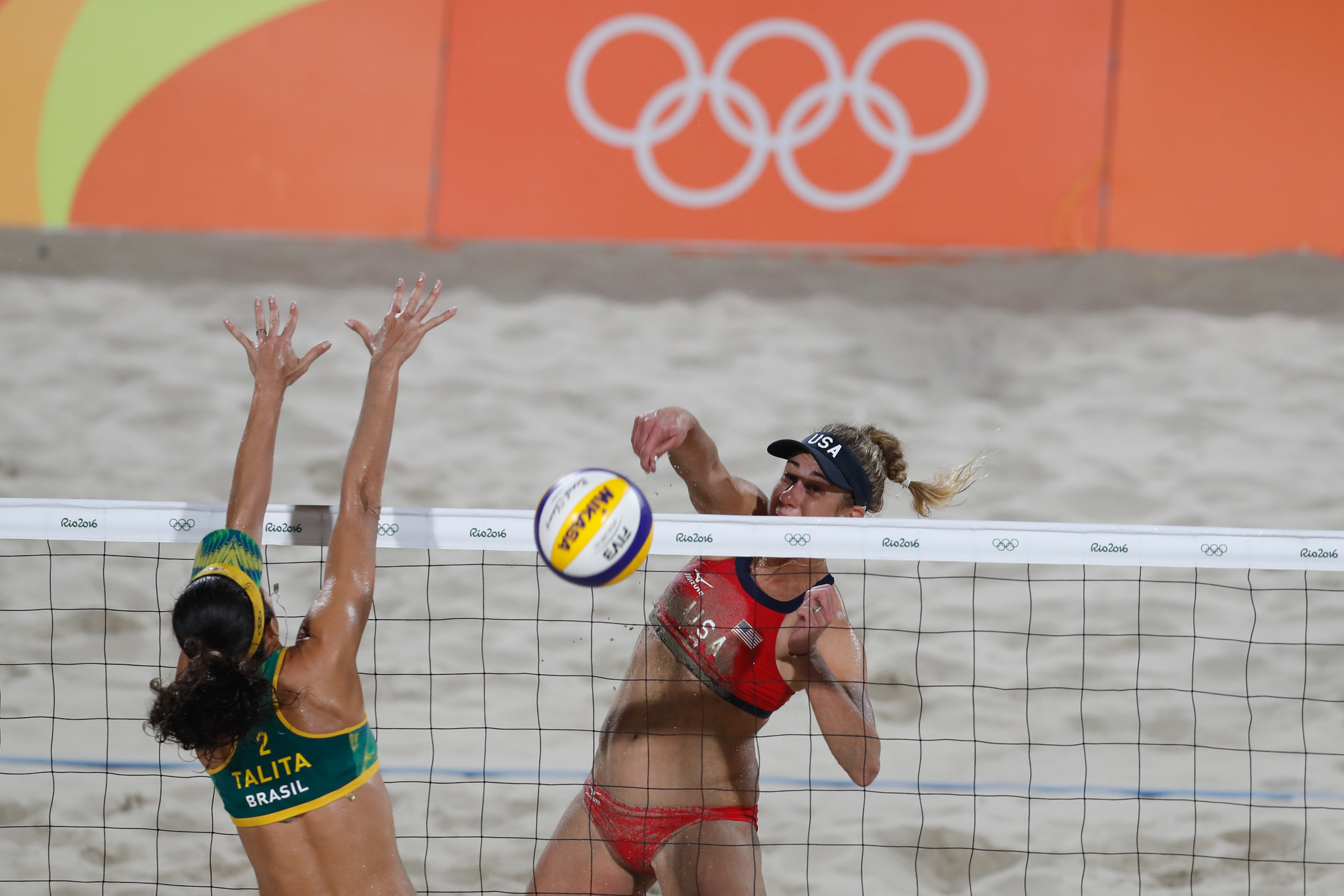
Ross (rechts) aan het net tijdens de wedstrijd om het brons bij de OS in Rio (2016)

In 2015 speelde Ross tien FIVB-toernooien waarvan zeven met Walsh. Het tweetal eindigde als derde in Fuzhou, als vierde in Gstaad en als tweede in Long Beach. Bij de WK in Nederland kwamen ze niet verder dan de achtste finale waar ze werden uitgeschakeld door het Chinese duo Wang Fan en Yue Yuan. Daarnaast speelde Ross met Pavlik in Sint-Petersburg (25e), met Fopma in Yokohama (vierde) en met Lauren Fendrick de World Tour Finals in Fort Lauderdale (vijfde). In de AVP Tour won ze met Walsh (één), Fopma (twee) en Fendrick (één) in totaal vier toernooien. Het jaar daarop boekte ze in de Amerikaanse competitie drie overwinningen met Walsh. In de World Tour speelde het duo tien toernooien waarbij het op twee na op het podium eindigde. In Rio de Janeiro, Fuzhou, Cincinnati, Moskou en Long Beach werd gewonnen, terwijl ze in Vitória en Gstaad als tweede en in Xiamen als derde eindigden. Daarnaast behaalden ze in Hamburg de vierde en bij de Finals in Toronto de vijfde plaats. Bij de Olympische Spelen in Rio wonnen Ross en Walsh de bronzen medaille ten koste van het Braziliaanse duo Larissa en Talita Antunes da Rocha, nadat ze in de halve finale verloren hadden van het eveneens Braziliaanse tweetal Barbara en Ágatha Bednarczuk.
Na in 2017 nog een FIVB-toernooi met elkaar gespeeld te hebben gingen Ross en Walsh uit elkaar. Ross speelde dat jaar nog vier reguliere wedstrijden in de World Tour met Fendrick, waarbij het duo niet verder kwam dan drie negende plaatsen. Bij de WK in Wenen wonnen Ross en Fendrick de zilveren medaille nadat ze de finale verloren van de Duitse olympisch kampioenen Laura Ludwig en Kira Walkenhorst. In de AVP Tour deed Ross met Pavlik en Fendrick aan respectievelijk twee en drie wedstrijden mee; ze behaalde in totaal twee overwinningen en drie derde plaatsen. In 2018 vormde Ross een duo met Alix Klineman. Het tweetal won in de World Tour in Den Haag het eerste toernooi dat ze samen speelden. Van de overige zes FIVB-toernooien wonnen ze er één (Yangzhou) en eindigden ze viermaal als vijfde.
In 2019 bereikte het duo bij acht reguliere toernooien in de World Tour zevenmaal de kwartfinales. Ze boekten onder meer twee overwinningen (Itapema en Gstaad), een tweede plaats (Tokio) en een vierde plaats (Den Haag). Bij de WK in Hamburg behaalden Ross en Klineman de zilveren medaille nadat ze de finale van het Canadese duo Sarah Pavan en Melissa Humana-Paredes hadden verloren. Ze sloten het seizoen af met een negende plaats bij de World Tour Finals in Rome. In de binnenlandse competitie wonnen ze drie van de vijf de toernooien waar ze aan deelnamen. Het jaar daarop behaalden ze bij elk van de drie toernooien Long Beach in de AVP Tour de overwinning. In 2021 speelden Ross en Klineman in aanloop naar de Spelen zes wedstrijden in de World Tour waarbij het tweetal enkel toptienklasseringen noteerde. Er werd gewonnen in Doha en ze eindigden in Cancun tweemaal als derde. In Tokio werden Ross en Klineman olympisch kampioen door in de finale het Australische duo Taliqua Clancy en Mariafe Artacho del Solar te verslaan.

## Palmares
Kampioenschappen
- 2009:  WK
- 2011: 5e WK
- 2012:  OS
- 2013: 4e WK
- 2015: 9e WK
- 2016:  OS
- 2017:  WK
- 2019:  WK
- 2021:  OS

FIVB World Tour
- 2007:  Grand Slam Stavanger
- 2007:  Sint-Petersburg Open
- 2008:  Grand Slam Stavanger
- 2008:  Dubai Open
- 2008:  Phuket Open
- 2008:  Sanya Open
- 2009:  Brasilia Open
- 2009:  Seoel Open
- 2009:  Grand Slam Marseille
- 2009:  Grand Slam Klagenfurt
- 2009:  Åland Open
- 2009:  Barcelona Open
- 2009:  Sanya Open
- 2009:  Phuket Open
- 2010:  Shanghai Open
- 2010:  Grand Slam Rome
- 2010:  Seoel Open
- 2010:  Grand Slam Moskou
- 2010:  Sanya Open
- 2011:  Brasilia Open
- 2011:  Shanghai Open

- 2011:  Mysłowice Open
- 2011:  Grand Slam Peking
- 2011:  Grand Slam Stavanger
- 2011:  Grand Slam Stare Jabłonki
- 2011:  Phuket Open
- 2012:  Grand Slam Rome
- 2012:  Bangsaen Open
- 2013:  Grand Slam Rome
- 2013:  Grand Slam São Paulo
- 2013:  Grand Slam Xiamen
- 2014:  Fuzhou Open
- 2014:  Grand Slam Moskou
- 2014:  Grand Slam Stavanger
- 2014:  Grand Slam Long Beach
- 2015:  Fuzhou Open
- 2015:  Grand Slam Long Beach
- 2016:  Grand Slam Rio de Janeiro
- 2016:  Vitória Open
- 2016:  Xiamen Open
- 2016:  Fuzhou Open
- 2016:  Grand Slam Moskou
- 2016:  Gstaad Majors
- 2016:  Grand Slam Long Beach
- 2018:  4* Den Haag
- 2018:  4* Yangzhou
- 2019:  4* Itapema
- 2019:  5* Gstaad
- 2019:  4* Tokio
- 2021:  4* Doha
- 2021:  4* Cancun
- 2021:  4* Cancun

## Persoonlijk
Ross is sinds 2010 getrouwd met Bradley Keenan die eveneens professioneel beachvolleybal speelt.